# مايكل كالان
مايكل كالان (بالإنجليزية: Michael Callan)‏ مواليد 22 نوفمبر 1935 في فيلادلفيا، هو ممثل أمريكي بدأ مسيرته الفنية سنة 1954. امتدت مسيرته الفنية لأكثر من 53 عاما.

## الأعمال
- المتدربون
- القط بالو

## روابط خارجية
- مايكل كالان على موقع IMDb (الإنجليزية)
- مايكل كالان على موقع ألو سيني (الفرنسية)
- مايكل كالان على موقع ميوزك برينز (الإنجليزية)
- مايكل كالان على موقع تيرنر كلاسيك موفيز (الإنجليزية)
- مايكل كالان على موقع أول موفي (الإنجليزية)
- مايكل كالان على موقع قاعدة بيانات برودواي على الإنترنت (الإنجليزية)
- مايكل كالان على موقع قاعدة بيانات برودواي على الإنترنت (الإنجليزية)
- مايكل كالان على موقع قاعدة بيانات برودواي على الإنترنت (الإنجليزية)
- مايكل كالان على موقع قاعدة بيانات الأفلام السويدية (السويدية)
- مايكل كالان على موقع إن إن دي بي (الإنجليزية)